# Campeonato Profesional Interandino 1963
El Campeonato Profesional Interandino 1963, más conocida como la Copa Interandina 1963 fue la 10.ª edición de los campeonatos profesionales de Pichincha, y la 4.ª temporada desde que se renombró a Copa interandina, dicho torneo fue auspiciado por la Asociación de Fútbol No Amateur de Pichincha (AFNA), para este torneo se jugaría con solamente 5 equipos esto fue debido al abandono de los conjuntos ambateños de Macará y América de Ambato, para el formato del mismo tendría una novedad que aparte de las 3 etapas que se jugaba se incorporaria un cuadrangular final con los 4 mejores equipos de la acumulada e asegurarían su clasificación al Campeonato Ecuatoriano de Fútbol 1963, además para definir al campeón del torneo que terminaría siendo el Dep.Quito que obtendría su 4° título profesional al ganarle en la última fecha del cuadrangular final al conjunto de LDU(Q) por marcador de 3-0, además este sería el debut del Politécnico tras comprarle el cupo al cuadro del España, en su primer torneo lograría el subcampeonato, mientras que el campeón defensor el Aucas terminaría en el 3° lugar, para este torneo no hubo descenso, mientras que el cuadro que ascendería sería el Mariscal Sucre(hoy El Nacional) que siendo campeón del campeonato Amateur de ascenso pudo participar en el torneo del siguiente año ya que el conjunto de Gladiador campeón del Campeonato de Promoción de AFNA 1963 no pudo participar por problemas económicos, eso permitiría que el conjunto militar que ya se había inscrito a inicios de año como nuevo afiliado de AFNA poder participar directamente en el torneo del siguiente año. El equipo más goleador sería LDU(Q) con 30 goles, mientras que el equipo que recibió más goles en contra fue el Aucas con 28 goles en contra. Los artilleros del torneo serían los jugadores ecuatorianos Armando Larrea, Epifanio Cabezas y el colombiano Nelson Cabezas siendo este último el primer goleador de nacionalidad extranjera del torneo, todos ellos jugadores de LDU(Q) con 7 goles.
Dep.Quito se coronó campeón del Campeonato Profesional Interandino por cuarta vez mientras que Politécnico obtendría su primer subcampeonato.

## Formato del Torneo
El campeonato Profesional se jugara con el formato de 4 etapas y será de la siguiente manera:
Primera Etapa
Se jugara un todos contra todos entre los 5 participantes del torneo en partidos de ida dando un total de 5 fechas.
Segunda Etapa
Nuevamente se jugara un todos contra todos entre los 5 participantes del torneo en partidos de ida dando un total de 5 fechas.
Tercera Etapa
Nuevamente se jugara un todos contra todos entre los 5 participantes del torneo en partidos de ida dando un total de 5 fechas, al finalizar la etapa se hará la sumatoria de las 3 etapas y los 4 mejores ubicados de la tabla acumulada se clasificaran al cuadrangular final para definir al campeón e Subcampeón.
Cuadrangular final
Lo jugaran los 4 equipos mejor ubicados de la tabla acumulada en la cual se jugaran partidos a una ronda dando un total de 3 fechas, al finalizar la misma el equipo con mayor puntaje será el campeón, además los 4 equipos ya estaran clasificados para el Campeonato Ecuatoriano de Fútbol 1963.

## Equipos participantes
Estos fueron los 5 equipos que participaron en la Copa Interandina de 1963.
| Equipos participantes | Equipos participantes | Equipos participantes | Equipos participantes |
| --------------------- | --------------------- | --------------------- | --------------------- |
| Aucas                 | Dep.Quito             | LDU(Q)                |                       |
| América de Quito      | Politécnico           |                       |                       |

## Sedes
| Quito            |
| ---------------- |
| Estadio El Ejido |
| Capacidad: 20 00 |
|                  |

## Primera etapa

### Partidos y resultados
| Fecha 1      | Fecha 1   | Fecha 1          |
| Equipo Local | Resultado | Equipo Visitante |
| ------------ | --------- | ---------------- |
| Aucas        | 0-3       | Dep.Quito        |
| Politécnico  | 1-2       | LDU(Q)           |

| Fecha 2          | Fecha 2   | Fecha 2          |
| Equipo Local     | Resultado | Equipo Visitante |
| ---------------- | --------- | ---------------- |
| América de Quito | 2-5       | Aucas            |
| Dep.Quito        | 1-1       | LDU(Q)           |

| Fecha 3      | Fecha 3   | Fecha 3          |
| Equipo Local | Resultado | Equipo Visitante |
| ------------ | --------- | ---------------- |
| Politécnico  | 2-2       | Aucas            |
| Dep.Quito    | 1-1       | América de Quito |

| Fecha 4      | Fecha 4   | Fecha 4          |
| Equipo Local | Resultado | Equipo Visitante |
| ------------ | --------- | ---------------- |
| Aucas        | 2-5       | LDU(Q)           |
| Politécnico  | 5-0       | América de Quito |

| Fecha 5      | Fecha 5   | Fecha 5          |
| Equipo Local | Resultado | Equipo Visitante |
| ------------ | --------- | ---------------- |
| Dep.Quito    | 2-0       | Politécnico      |
| LDU(Q)       | 2-2       | América de Quito |

### Tabla de posiciones
|  |  |    | Equipo           | PJ | PG | PE | PP | GF | GC | DG | PTS |
|  |  | -- | ---------------- | -- | -- | -- | -- | -- | -- | -- | --- |
|  |  | 1. | Dep.Quito        | 4  | 2  | 2  | 0  | 7  | 2  | +5 | 6   |
|  |  | 2. | LDU(Q)           | 4  | 2  | 2  | 0  | 10 | 6  | +4 | 6   |
|  |  | 3. | Politécnico      | 4  | 1  | 1  | 2  | 8  | 6  | +2 | 3   |
|  |  | 4. | Aucas            | 4  | 1  | 1  | 2  | 9  | 12 | -3 | 4   |
|  |  | 5. | América de Quito | 4  | 0  | 2  | 2  | 5  | 13 | -8 | 2   |

Pts = Puntos; PJ = Partidos jugados; G = Partidos ganados; E = Partidos empatados; P = Partidos perdidos; GF = Goles a favor; GC = Goles en contra; Dif = Diferencia de gol

## Segunda etapa

### Partidos y resultados
| Fecha 1      | Fecha 1   | Fecha 1          |
| Equipo Local | Resultado | Equipo Visitante |
| ------------ | --------- | ---------------- |
| Dep.Quito    | 2-0       | Aucas            |
| LDU(Q)       | 1-0       | Politécnico      |

| Fecha 2      | Fecha 2   | Fecha 2          |
| Equipo Local | Resultado | Equipo Visitante |
| ------------ | --------- | ---------------- |
| Aucas        | 2-2       | América de Quito |
| LDU(Q)       | 2-1       | Dep.Quito        |

| Fecha 3          | Fecha 3   | Fecha 3          |
| Equipo Local     | Resultado | Equipo Visitante |
| ---------------- | --------- | ---------------- |
| Aucas            | 2-1       | Politécnico      |
| América de Quito | 0-2       | Dep.Quito        |

| Fecha 4          | Fecha 4   | Fecha 4          |
| Equipo Local     | Resultado | Equipo Visitante |
| ---------------- | --------- | ---------------- |
| América de Quito | 1-2       | Politécnico      |
| LDU(Q)           | 2-3       | Aucas            |

| Fecha 5          | Fecha 5   | Fecha 5          |
| Equipo Local     | Resultado | Equipo Visitante |
| ---------------- | --------- | ---------------- |
| Politécnico      | 3-1       | Dep.Quito        |
| América de Quito | 6-1       | LDU(Q)           |

### Tabla de posiciones
|  |  |    | Equipo           | PJ | PG | PE | PP | GF | GC | DG | PTS |
|  |  | -- | ---------------- | -- | -- | -- | -- | -- | -- | -- | --- |
|  |  | 1. | Aucas            | 4  | 2  | 1  | 1  | 7  | 7  | 0  | 5   |
|  |  | 2. | Dep.Quito        | 4  | 2  | 0  | 2  | 6  | 5  | +1 | 4   |
|  |  | 3. | Politécnico      | 4  | 2  | 0  | 2  | 6  | 5  | +1 | 4   |
|  |  | 4. | LDU(Q)           | 4  | 2  | 0  | 2  | 6  | 10 | -4 | 4   |
|  |  | 5. | América de Quito | 4  | 1  | 1  | 2  | 9  | 7  | +2 | 3   |

Pts = Puntos; PJ = Partidos jugados; G = Partidos ganados; E = Partidos empatados; P = Partidos perdidos; GF = Goles a favor; GC = Goles en contra; Dif = Diferencia de gol

## Tercera etapa

### Partidos y resultados
| Fecha 1      | Fecha 1   | Fecha 1          |
| Equipo Local | Resultado | Equipo Visitante |
| ------------ | --------- | ---------------- |
| Aucas        | 2-0       | Dep.Quito        |
| Politécnico  | 0-5       | LDU(Q)           |

| Fecha 2          | Fecha 2   | Fecha 2          |
| Equipo Local     | Resultado | Equipo Visitante |
| ---------------- | --------- | ---------------- |
| América de Quito | 0-0       | Aucas            |
| Dep.Quito        | 0-0       | LDU(Q)           |

| Fecha 3      | Fecha 3   | Fecha 3          |
| Equipo Local | Resultado | Equipo Visitante |
| ------------ | --------- | ---------------- |
| Politécnico  | 0-0       | Aucas            |
| Dep.Quito    | 1-1       | América de Quito |

| Fecha 4      | Fecha 4   | Fecha 4          |
| Equipo Local | Resultado | Equipo Visitante |
| ------------ | --------- | ---------------- |
| Aucas        | 0-2       | LDU(Q)           |
| Politécnico  | 1-1       | América de Quito |

| Fecha 5      | Fecha 5   | Fecha 5          |
| Equipo Local | Resultado | Equipo Visitante |
| ------------ | --------- | ---------------- |
| Dep.Quito    | 1-2       | Politécnico      |
| LDU(Q)       | 3-1       | América de Quito |

### Tabla de posiciones
|  |  |    | Equipo           | PJ | PG | PE | PP | GF | GC | DG | PTS |
|  |  | -- | ---------------- | -- | -- | -- | -- | -- | -- | -- | --- |
|  |  | 1. | LDU(Q)           | 4  | 3  | 1  | 0  | 10 | 1  | +9 | 7   |
|  |  | 2. | Aucas            | 4  | 1  | 2  | 1  | 2  | 2  | 0  | 4   |
|  |  | 3. | Politécnico      | 4  | 1  | 2  | 1  | 3  | 7  | -4 | 4   |
|  |  | 4. | América de Quito | 4  | 0  | 3  | 1  | 3  | 5  | -2 | 3   |
|  |  | 5. | Dep.Quito        | 4  | 0  | 2  | 2  | 2  | 5  | -3 | 2   |

Pts = Puntos; PJ = Partidos jugados; G = Partidos ganados; E = Partidos empatados; P = Partidos perdidos; GF = Goles a favor; GC = Goles en contra; Dif = Diferencia de gol

### Tabla Acumulada
|  |  |    | Equipo           | PJ | PG | PE | PP | GF | GC | DG | PTS |
|  |  | -- | ---------------- | -- | -- | -- | -- | -- | -- | -- | --- |
|  |  | 1. | LDU(Q)           | 12 | 7  | 3  | 2  | 26 | 17 | +6 | 13  |
|  |  | 2. | Dep.Quito        | 12 | 4  | 4  | 4  | 15 | 12 | +3 | 12  |
|  |  | 3. | Aucas            | 12 | 4  | 4  | 4  | 18 | 21 | -1 | 12  |
|  |  | 4. | Politécnico      | 12 | 4  | 3  | 5  | 17 | 18 | -1 | 11  |
|  |  | 5. | América de Quito | 12 | 1  | 6  | 5  | 17 | 25 | -8 | 8   |

Pts = Puntos; PJ = Partidos jugados; G = Partidos ganados; E = Partidos empatados; P = Partidos perdidos; GF = Goles a favor; GC = Goles en contra; Dif = Diferencia de gol
|  | Clasificaron al Cuadrangular final. |

## Cuadrangular Final

### Partidos y resultados
| Fecha 1      | Fecha 1   | Fecha 1          |
| Equipo Local | Resultado | Equipo Visitante |
| ------------ | --------- | ---------------- |
| Politécnico  | 3-0       | LDU(Q)           |
| Dep.Quito    | 2-1       | Aucas            |

| Fecha 2      | Fecha 2   | Fecha 2          |
| Equipo Local | Resultado | Equipo Visitante |
| ------------ | --------- | ---------------- |
| Aucas        | 2-4       | LDU(Q)           |
| Politécnico  | 0-0       | Dep.Quito        |

| Fecha 3      | Fecha 3   | Fecha 3          |
| Equipo Local | Resultado | Equipo Visitante |
| ------------ | --------- | ---------------- |
| Aucas        | 2-1       | Politécnico      |
| Dep.Quito(C) | 3-0       | LDU(Q)           |

### Tabla de posiciones
|  |  |    | Equipo      | PJ | PG | PE | PP | GF | GC | DG | PTS |
|  |  | -- | ----------- | -- | -- | -- | -- | -- | -- | -- | --- |
|  |  | 1. | Dep.Quito   | 3  | 2  | 1  | 0  | 5  | 1  | +4 | 5   |
|  |  | 2. | Politécnico | 3  | 1  | 1  | 1  | 4  | 2  | +2 | 3   |
|  |  | 3. | Aucas       | 3  | 1  | 0  | 2  | 5  | 7  | -2 | 2   |
|  |  | 4. | LDU(Q)      | 3  | 1  | 0  | 2  | 4  | 8  | -4 | 2   |

Pts = Puntos; PJ = Partidos jugados; G = Partidos ganados; E = Partidos empatados; P = Partidos perdidos; GF = Goles a favor; GC = Goles en contra; Dif = Diferencia de gol
|  | Campeón, clasificó al Campeonato Ecuatoriano de Fútbol 1963.    |
|  | Subcampeón, clasificó al Campeonato Ecuatoriano de Fútbol 1963. |
|  | Clasificó al Campeonato Ecuatoriano de Fútbol 1963.             |

### Campeón
|                       |
| Dep.Quito 4.to Título |